# Frederic Godàs i Legido
Frederic Godàs i Legido (Lleida, 1879 – Senalhac de la Tronquièra, 1920), fou un pedagog conegut per fundar, juntament amb Victorina Vila, el Liceu Escolar de Lleida. Aquest va desplegar un ensenyament basat en els nous moviments pedagògics europeus a la Catalunya de començaments de segle xx.

## Projecte pedagògic
El Liceu Escolar de Lleida va començar el 1906 en un pis de la casa Albinyana del carrer Cavallers i, fruit del seu creixement, el 1912 es traslladà en un local nou a l'avinguda Blondel al centre de la ciutat.
El Liceu Escolar s'integrà en els nous moviments pedagògics que van fer que Catalunya estigués a l'avantguarda de l'educació europea a principis del segle passat, ja que s'impartia una educació integral amb tota mena d'innovacions: intercanvis culturals, excursions, sortides de camp, conferències, exposicions, festes locals, gimnàstica, esports i publicacions com, per exemple, el Butlletí del centre.
L'esposa de Godàs, Victorina Vila Badia (1883-1962), va completar el projecte educatiu del seu marit obrint l'escola de noies Minerva. Aquestes dues institucions educatives van portar a Lleida les noves tendències pedagògiques de la Catalunya del segle xx i van ser unes fervents defensores de l'escola pública, gratuïta, obligatòria i de qualitat, enfront de les escoles confessionals elitistes de l'època.
A partir de 1914, l'enorme influència i prestigi de l'escola va fer que el Liceu obrís sucursals a Balaguer, Castellserà, Bellcaire, Almacelles, Bellvís i Alcampell.
El projecte de Frederic Godàs es trencà quan, el 2 de novembre de 1937, l'aviació italiana al servei del bàndol franquista bombardejà Lleida i, concretament, l'edifici del Liceu. Hi van morir 48 alumnes i diversos professors. La dictadura franquista s'encarregà de tornar a l'educació tradicional i calgué esperar més de 30 anys per recuperar l'escola activa catalana que pedagogs com Frederic Godàs ja practicaven fa un segle.
Actualment, hi ha una escola a la ciutat (al barri de Cappont) que duu el nom de Frederic Godàs i una escultura a l'avinguda de Blondel recorda el tràgic bombardeig, just en el lloc on hi havia el Liceu Escolar de Lleida.

## Activitat política
Frederic Godàs i Legido mantingué paral·lelament una constant activitat política, de fet és considerat l'home clau de la primera època de Joventut Republicana a Lleida, juntament amb Humbert Torres i Alfred Perenya. Fou elegit regidor a la Paeria els anys 1909, 1911 i 1915.